# Монколиці (Зґерський повіт)
Монколиці (пол. Mąkolice) — село в Польщі, у гміні Ґловно Зґерського повіту Лодзинського воєводства.
Населення — 662 особи (2011).
У 1975-1998 роках село належало до Лодзинського воєводства.

## Демографія
Демографічна структура станом на 31 березня 2011 року:
|          | Загалом | Допрацездатний вік | Працездатний вік | Постпрацездатний вік |
| -------- | ------- | ------------------ | ---------------- | -------------------- |
| Чоловіки | 333     | 74                 | 214              | 45                   |
| Жінки    | 329     | 48                 | 174              | 107                  |
| Разом    | 662     | 122                | 388              | 152                  |